# 瘤木町
瘤木町（こぶきちょう）は、愛知県瀬戸市陶原連区の町名。丁番を持たない単独町名である。

## 地理
- 瀬戸市の南西部に位置する[8]。西を城ケ根町、北を東長根町・水無瀬町、東を新郷町、南を赤重町と隣接している[8]。
- 輸出型陶磁器産業が進出し、ノベルティ工場など十数企業が立地する[8]。
- 水無瀬川右岸の丘陵斜面は住宅地として開発が進んだ[8]。

### 河川
- 水無瀬川（矢田川（山口川）支流）[8] ： 町の北端、水無瀬町との境界付近から町の西部を貫くように西流している。

- 水無瀬川（瘤木町内）

### 学区
市立小・中学校に通う場合、学区は以下の通りとなる。また、公立高等学校普通科に通う場合の学区は以下の通りとなる。
| 番・番地等 | 小学校             | 中学校               | 高等学校 |
| ---------- | ------------------ | -------------------- | -------- |
| 全域       | 瀬戸市立陶原小学校 | 瀬戸市立水無瀬中学校 | 尾張学区 |

なお、瘤木町50番地の11〜46、51番地については、特定区域における校区外通学が認められており、申請をすれば瀬戸市立長根小学校への進学も可能である。

## 歴史

### 町名の由来
『尾張徇行記』に「コフキ山・大クテ山下苅年貢山方ヘ納」とあるように、かつてこの辺り一帯がコフキ山と呼ばれていたことによる。また、一説によると、明治・大正時代のこのあたりは瘤（）の多い松が群生していたところから名付けられたともいわれる。

### 沿革
- 1943年（昭和18年）8月9日 - 瀬戸市大字美濃ノ池字コブ木・丸根下・城ヶ根・コブケの各一部により、同市瘤木町として成立[2]。

## 世帯数と人口
2024年（令和6年）1月1日現在の世帯数と人口は以下の通りである。
| 町丁   | 世帯数  | 人口  |
| ------ | ------- | ----- |
| 瘤木町 | 281世帯 | 662人 |

### 人口の変遷
国勢調査による人口の推移
| 1995年（平成7年）  | 697人 | [ 14 ] |  |
| 2000年（平成12年） | 673人 | [ 15 ] |  |
| 2005年（平成17年） | 638人 | [ 16 ] |  |
| 2010年（平成22年） | 628人 | [ 17 ] |  |
| 2015年（平成27年） | 687人 | [ 18 ] |  |
| 2020年（令和2年）  | 685人 | [ 19 ] |  |

### 世帯数の変遷
国勢調査による世帯数の推移。
| 1995年（平成7年）  | 222世帯 | [ 14 ] |  |
| 2000年（平成12年） | 227世帯 | [ 15 ] |  |
| 2005年（平成17年） | 224世帯 | [ 16 ] |  |
| 2010年（平成22年） | 227世帯 | [ 17 ] |  |
| 2015年（平成27年） | 249世帯 | [ 18 ] |  |
| 2020年（令和2年）  | 260世帯 | [ 19 ] |  |

## 交通

### 鉄道
町内に鉄道は走っていない。最寄り駅は、愛知環状鉄道・愛知環状鉄道線瀬戸口駅になる。

### バス
瀬戸市コミュニティバス「本地線」
- 陶生病院 - 瀬戸口駅 - 愛知医大 系統が走っているが、町内にバス停はない。最寄りのバス停は、新水無瀬橋バス停になる。

※町内は走っていないが、名鉄バス「東山線」【43】【44】系統の新郷町バス停も最寄りのバス停である。

### 道路
愛知県道209号愛・地球博記念公園瀬戸線 ： 町の中央部を南北に走っている。
- 愛知県道209号標識（瘤木町内）

## 施設
- 瀬戸市立幡山保育園[8] ： 1950年（昭和25年）11月に開園し、1963年（昭和38年）1月に現在地に移転[20]。2007年（平成19年）3月に一度は閉園する[21]が、2013年（平成25年）10月より、公設民営園としてトットメイトが運営している[22]。定員40名[23]。
- 瘤木児童遊園[8] ： 幡山保育園に隣接している公園。ブランコ・すべり台・鉄棒・ジャングルジム・スプリング遊具など遊具も多彩。公園の一角に津島社を祀る[8]。
- 瘤木町ちびっこ広場 ： 町の南西部にある小さな公園。遊具はなく、ただの広場である。

- 瀬戸市立幡山保育園
- 瘤木児童遊園
- 津島社
- 瘤木町ちびっこ広場

## その他

### 日本郵便
- 郵便番号 : 489-0879[6]（集配局：瀬戸郵便局[24]）。